# Can't give you anything (but my love)
Can’t give you anything (but my love) is een single van The Stylistics. Het is afkomstig van hun album Thank you baby.
Can’t give you anything (but my love) was opnieuw een lied geschreven door de muziekproducenten Hugo Peretti en Luigi Creatore in samenwerking met George David Weiss. Die samenwerking bracht niet het gewenste succes in de Verenigde Staten, maar deze single haalde wel de eerste plaats in elf weken notering in de UK Singles Chart, de enige nummer 1 van The Stylistics aldaar. Voor Nederland en België maakte het geen verschil. The Stylistics kregen daar slechts twee hits. You make me feel brand new was de andere.
Er is een aantal covers van dit lied bekend, doch geen daarvan werd een succes zoals het origineel. In Frankrijk kent men dit lied voornamelijk onder de titel A quoi sert de vivre libre van zangeres Nicoletta Grisoni, maar ook uit de film 8 Femmes uit 2002. In die film zong Fanny Ardant het.

## Hitnotering

### Nederlandse Top 40
In deze lijst hielden de George Baker Selection en Dave The Stylistics van de eerste plaats met Morning Sky respectievelijk Dansez maintenant.
| Positie: | 36 | 25 | 20 | 14 | 9 | 7 | 6 | 3 | 5 | 10 | 20 | 34 | 40 | uit |

### NederlandseDaverende 30
Mud hield The Stylistics van de eerste plaats af met L'L'Lucy.
| Positie: | 29 | 23 | 12 | 7 | 3 | 2 | 4 | 5 | 9 | 18 | uit |

### BelgischeBRT Top 30
| Positie: | 17 | 10 | 20 | 6 | 4 | 5 | 5 | 13 | 19 | uit |

### VlaamseUltratop 30
| Positie: | 27 | 22 | 16 | 12 | 11 | 6 | 5 | 5 | 6 | 10 | 17 | 27 | uit |

### NPO Radio 2 Top 2000
| Nummer met noteringen in de NPO Radio 2 Top 2000 | '00  | '01-'02 | '03  |
| ------------------------------------------------ | ---- | ------- | ---- |
| Can't Give You Anything (but My Love)            | 1836 | -       | 1879 |

1. ↑  Een '-' betekent dat het nummer niet was genoteerd en een vetgedrukt getal geeft de hoogste notering aan.
2. ↑  2000 was het eerste jaar met een notering voor dit nummer.
3. ↑  Deze tabel is bijgewerkt tot en met de laatste editie (2024).